# Дејмијен Шазел
Дејмијен Сер Шазел (енгл. Damien Sayre Chazelle); Провиденс, 19. јануар 1985) амерички је филмски редитељ и сценариста, добитник Оскара за најбољег режисера за филм Ла ла ленд.

## Филмографија
| Година | Филм                          | Режисер | Сценариста | Продуцент | Напомене                                  |
| ------ | ----------------------------- | ------- | ---------- | --------- | ----------------------------------------- |
| 2009.  | Гај и Мадлен на клупи у парку | Да      | Да         | Да        | Такође директор фотографије и ко-монтажер |
| 2013.  | Последњи егзорцизам 2         | Не      | Да         | Не        |                                           |
| 2013.  | Концерт живота                | Не      | Да         | Не        |                                           |
| 2014.  | Ритам лудила                  | Да      | Да         | Не        |                                           |
| 2016.  | Улица Кловерфилд број 10      | Не      | Да         | Не        |                                           |
| 2016.  | Ла ла ленд                    | Да      | Да         | Не        |                                           |
| 2018.  | Први човек на Месецу          | Да      | Не         | Да        |                                           |
| 2022.  | Вавилон                       | Да      | Да         | Не        |                                           |